# جوایز ستلایت
جوایز ستلایت (به انگلیسی: Satellite Awards) جوایزی هستند که سالانه از طرف آکادمی بین‌المللی مطبوعات اعطا می‌شوند. این جوایز در ابتدا به عنوان جوایز ستلایت طلایی شناخته می شدند.